# Roches du Salamanca
Les roches du Salamanca sont des rochers ou brisants, situés dans les îles Kerguelen, au large de la Grande Terre, à 40 km au sud du mont Ross dans le sud de l'océan Indien. Leur hauteur maximale est d'à peine 6 mètres au-dessus de l'eau. Hormis la Terre Adélie dont la souveraineté française a été gelée par le traité sur l'Antarctique, c'est la seconde terre française la plus australe, après les îles de Boynes situées également au large des Kerguelen, 46 km plus à l'ouest que les roches du Salamanca et légèrement plus au sud.
Des pêcheurs anglais auraient découverts ces brisants en 1850 et les auraient nommés d'après le nom de leur voilier, Salamanca, nom que l'on retrouve dans les Annales hydrographiques en 1880. Ces roches furent par la suite plusieurs fois recherchées en vain avant que La Curieuse commandée par le commandant Loranchet ne les retrouve en 1913. Elles furent précisées sur une carte par le Gallieni en 1957 et intersectées graphiquement à partir de deux stations à terre en 1964.